# Ministère des Finances (Niger)
Le ministère des Finances du Niger est le ministère chargé des affaires financières de la république du Niger.  

## Description

### Siège
Le ministère des Finances du Niger a son siège à Niamey.

### Attributions
Ce département ministériel du gouvernement nigérien est chargé de la conception, de la mise en œuvre et du suivi de la politique de l’État en matière de finances publique.

### Ministres
Le ministre des Finances du Niger est l'actuel Premier ministre Ali Lamine Zeine.